# (10010) Rudruna
(10010) Rudruna ist ein Asteroid des Hauptgürtels, der am 9. August 1978 von den russischen Astronomen Nikolai Stepanowitsch Tschernych und Ljudmila Iwanowna Tschernych an der Zweigstelle des Krim-Observatoriums (IAU-Code 095) in Nautschnyj entdeckt wurde.
Der Himmelskörper gehört der Vesta-Familie an, einer großen Gruppe von Asteroiden, benannt nach (4) Vesta, dem zweitgrößten Asteroiden und drittgrößten Himmelskörper des Hauptgürtels.
(10010) Rudruna wurde am 2. September 2001 nach der Russischen Universität der Völkerfreundschaft (RUDruNa; Rossijskij Universitet Druzhby Narodov; russisch Российский Университет Дружбы Народов) benannt, die von 1961 bis 1992 den Namen des ermordeten ersten Ministerpräsidenten der Demokratischen Republik Kongo Patrice Lumumba trug.